# Портел
Порте́л (порт. Portel; МФА: [puɾ.ˈtɛɫ], Пурте́л) — муніципалітет і місто в Португалії, в окрузі Евора. Розташований у південно-східній частині країни, на теренах історичної португальської провінції Алентежу. Належить до Еворської діоцезії Католицької церкви в Португалії. Права міського самоврядування має з 1262 року. Поділяється на 6 парафій. За адміністративним поділом, чинним до 1976 року, був складовою провінції Верхнє Алентежу. Площа муніципалітету — 601,01 км², населення муніципалітету — 6428 ос. (2011); густота населення — 10,7 осіб/км²
. Патрон — Діва Марія. Святковий день муніципалітету — 1-й понеділок після Пасхи. Поштовий індекс — 7220.  Код місцевої адміністративної одиниці — 0709. Складова статистичного регіону Алентежу.

## Географія
Портел розташований на південному сході Португалії, на півдні округу Евора.
Портел межує на півночі з муніципалітетом Евора, на сході — з муніципалітетом Регенгуш-де-Монсараш, на південному сході — з муніципалітетом Мора (Евора), на півдні — з муніципалітетом Відігейра, на південному заході — з муніципалітетом Куба, 
на заході — з муніципалітетом Віана-ду-Алентежу.

## Історія
1262 року португальський король Афонсу III надав Портелу форал, яким визнав за поселенням статус містечка та муніципальні самоврядні права.

## Населення
| Кількість мешканців | Кількість мешканців | Кількість мешканців | Кількість мешканців | Кількість мешканців | Кількість мешканців | Кількість мешканців | Кількість мешканців | Кількість мешканців | Кількість мешканців | Кількість мешканців | Кількість мешканців | Кількість мешканців | Кількість мешканців | Кількість мешканців |
| ------------------- | ------------------- | ------------------- | ------------------- | ------------------- | ------------------- | ------------------- | ------------------- | ------------------- | ------------------- | ------------------- | ------------------- | ------------------- | ------------------- | ------------------- |
| 1864                | 1878                | 1890                | 1900                | 1911                | 1920                | 1930                | 1940                | 1950                | 1960                | 1970                | 1981                | 1991                | 2001                | 2011                |
| 6 495               | 7 016               | 7 551               | 8 095               | 9 201               | 9 587               | 10 491              | 11 546              | 12 249              | 11 627              | 8 880               | 8 306               | 7 525               | 7 109               | 6 428               |